# Berggasthaus Meglisalp

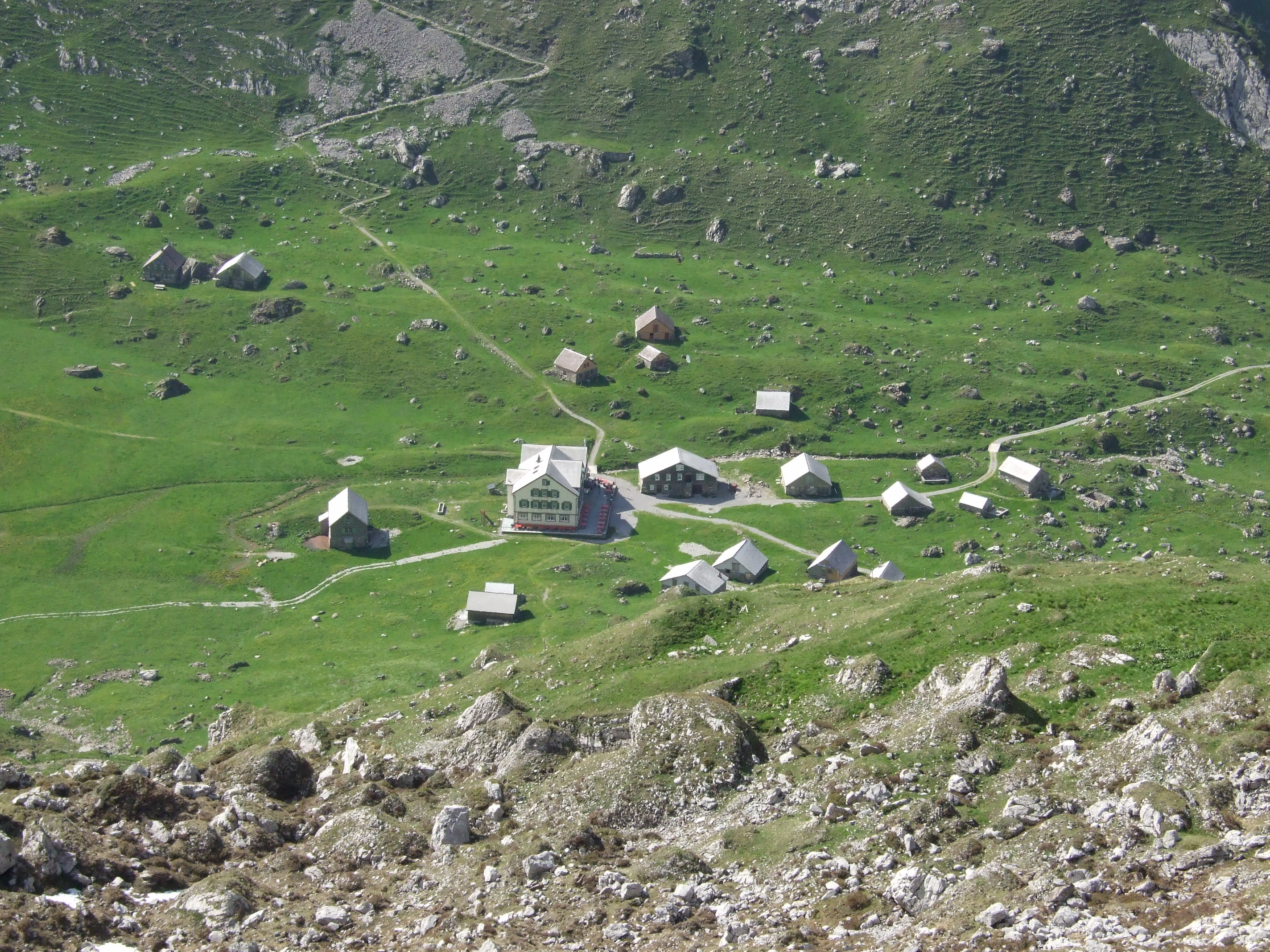
Die Meglisalp mit dem Berggasthaus in der Mitte, Mai 2007

Das Berggasthaus Meglisalp ist ein Gasthaus auf der gleichnamigen Meglisalp im Schweizer Alpstein-Gebirge.
Das Berggasthaus liegt im Schweizer Kanton Appenzell Innerrhoden im Bezirk Schwende-Rüte. Es liegt auf 1517 m ü. M. und prägt die gleichnamige Alp. Das Gasthaus verfügt über ein Bettenlager für 110 Personen und einige Doppel- und Einzelzimmer. Das Restaurant bietet Platz für bis zu 125 Personen. 
Das Berggasthaus kann von der Alp Sigel aus erreicht werden. Dabei kann man vom Brülisauer Weiler Pfannenstil aus die Luftseilbahn der Alp Sigel benutzen. Von der Alp Sigel führt ein einfacher Bergwanderweg über Mans zur Bogartenlücke. Über die Marwees führt ein alpiner Bergwanderweg zum Gasthaus. Alternativ kann die Meglisalp von Wasserauen über den Seealpsee erwandert werden.
Das erste primitive Gasthaus entstand 1861 auf der Meglisalp. 1862 kaufte der Alpsteinpionier Josef Anton Dörig das Gasthaus von seinem Vetter mit gleichem Namen, welches er bis zu seinem Tod 1909 betrieb. 1898 ersetzte er das primitive Gebäude durch das noch heute bestehende Gasthaus. Der Bau des Gebäudes gilt als eine Pionierleistung, musste doch das gesamte Baumaterial von Wasserauen auf die Meglisalp getragen werden. Eine Fahrstrasse existierte nicht. 1952 wurde eine Materialseilbahn errichtet, die die Versorgung der Alp mit Material, Lebensmitteln und Getränken sicherstellte. Eine allgemein benutzbare Fahrstrasse gibt es bis heute nicht. Das Gasthaus ist nur zu Fuss zu erreichen und ist nur während der Sommersaison geöffnet.